# Copa División Nacional de Fútbol de Salón del Paraguay
La Copa División Nacional de Fútbol de Salón del Paraguay es el torneo más importante a nivel profesional de futsal en Paraguay para equipos o clubes masculinos. Es organizado por la Federación Paraguaya de Fútbol de Salón (FPFS), perteneciente a la Asociación Mundial de Futsal (AMF). 
Se disputa anualmente desde el año 2012, reemplazando a las antiguas Copa República (disputada entre 2003 y 2011) y Copa Federación (jugada a nivel nacional de 1996 a 2002). La Copa Federación también se jugó entre 1990 y 1995 pero incluía únicamente a equipos capitalinos. 
El nuevo torneo implica un cambio de nombre, pero continúa la tradición de las dos copas anteriores.

## Sistema de campeonato
La Copa se disputa entre los mejores equipos del Campeonato Metropolitano de Primera División y del interior del país. El sistema y el número de clubes ha venido variando, pero siempre se da inicio formando grupos en la primera etapa, de la cual clasifican los mejores a las etapas finales. En el 2014, la disputan 6 clubes provenientes de diversas ciudades, inicialmente son ubicados en dos grupos de tres, luego de una rueda clasifican los dos mejores de cada grupo, las semifinales se juegan a un partido, y los ganadores pasan a la final.
En la era de la Copa República el sistema de competencia involucraba a clubes que tras las fases previas van a un cuadrangular final de una vuelta, para definir posiciones finales. 

### Clasificación a torneos internacionales
Por su carácter profesional, el torneo otorga representación a nivel internacional para torneos de fútbol de salón como el Sudamericano de Clubes Zona Sur que, a su vez, otorga cupos para la Copa de las Américas y esta, a su vez, a la Copa Intercontinental.

## Palmarés
Se han realizado en total 23 ediciones con equipos provenientes de la capital y del interior del país. El Simón Bolívar de Asunción es el más laureado con un total de 5 títulos.

## Campeonatos por año[4]

### Etapa Copa Federación, Nacional
| Año  | Campeón                         | Subcampeón | Tercer lugar | Cupos al Panamericano |
| ---- | ------------------------------- | ---------- | ------------ | --------------------- |
| 1996 | San Antonio (Asunción)          |            |              |                       |
| 1997 | Rubio Ñu (Pedro Juan Caballero) |            |              |                       |
| 1998 | La Blanca (Ciudad del Este)     |            |              |                       |
| 1999 | Rubio Ñu (Pedro Juan Caballero) |            |              |                       |
| 2000 | Deportivo Colón                 |            |              |                       |
| 2001 | Sport Colonial                  |            |              |                       |
| 2002 | San José (Capitán Bado)         |            |              |                       |

### Etapa Copa República
| Año  | Campeón                          | Subcampeón                          | Tercer lugar                          | Cupos al Panamericano       |
| ---- | -------------------------------- | ----------------------------------- | ------------------------------------- | --------------------------- |
| 2003 | Olimpia (Concepción)             | San Rafael (Ciudad del Este)        | Star's Club (Asunción)                | 1 (aparte de Rubio Ñu)      |
| 2004 | Simón Bolívar (Asunción)         | Asociación Ucraniana (Encarnación)  | San Antonio (Asunción)                | 1 (aparte de Rubio Ñu)      |
| 2005 | Simón Bolívar (Asunción)         | Nuestra Señora de la Asunción (NSA) | Fomento de Barrio Obrero (Asunción)   | 2                           |
| 2006 | Simón Bolívar (Asunción)         | Fomento de Barrio Obrero (Asunción) | Sportivo Alteño (Altos)               | 1 (aparte de Simón Bolívar) |
| 2007 | Gomería Los Amigos (Encarnación) | Simón Bolívar (Asunción)            | Sportivo José Meza (Ñemby)            | 2                           |
| 2008 | Gomería Los Amigos (Encarnación) | Simón Bolívar (Asunción)            | Sportivo José Meza (Ñemby)            | 1                           |
| 2009 | Simón Bolívar (Asunción)         | Sportivo José Meza (Ñemby)          | Los Tigres (Pedro Juan Caballero)     | 2                           |
| 2010 | Sportivo José Meza (Ñemby)       | Deportivo Atenas (Asunción)         | Los Pumas (Minga Guazú)               | 2                           |
| 2011 | Sportivo José Meza (Ñemby)       | Unasur (Asunción)                   | Los Halcones Negros (Ciudad del Este) | 2                           |

### Etapa Copa División Nacional
| Año  | Campeón                                | Subcampeón                             | Tercer lugar                           | Cupos al Sudamericano                  |                                        |
| ---- | -------------------------------------- | -------------------------------------- | -------------------------------------- | -------------------------------------- | -------------------------------------- |
| 2012 | Unasur (Asunción)                      | Simón Bolívar (Asunción)               | Encarnación (Encarnación)              | 2                                      |                                        |
| 2013 | Halcones Negros (Ciudad del Este)      | Unasur (Asunción)                      | Sportivo José Meza (Ñemby)             | 2                                      |                                        |
| 2014 | Unasur (Asunción)                      | Sportivo José Meza (Ñemby)             | Mutual Área 2 (Ciudad del Este)        | 2                                      |                                        |
| 2015 | Simón Bolívar (Asunción)               | Universitario (Asunción)               | Academia y Deportes (Encarnación)      | 2                                      |                                        |
| 2016 | Atlètico Norteño (Villeta)             | Academia y Deportes (Encarnaciòn)      | Simòn Bolívar (Asunciòn)               | 2                                      |                                        |
| 2017 | Academia y Deportes (Encarnación)      | Kyrios Sport (Presidente Franco)       | San Antonio (Asunción)                 | 2                                      |                                        |
| 2018 | N'Kantos (Pastoreo)                    | Simòn Bolívar (Asunciòn)               | Sportivo José Meza (Ñemby)             | 2                                      |                                        |
| 2019 | Simòn Bolívar (Asunciòn)               | Fomento de Barrio Obrero (Asunciòn)    | Sportivo José Meza (Ñemby)             | 2                                      |                                        |
| 2020 | No se disputó por Pandemia de COVID-19 | No se disputó por Pandemia de COVID-19 | No se disputó por Pandemia de COVID-19 | No se disputó por Pandemia de COVID-19 | No se disputó por Pandemia de COVID-19 |

### Títulos por equipo (1996-2019)
| EQUIPO                                | Campeón (años)                         |
| ------------------------------------- | -------------------------------------- |
| Simón Bolívar (Asunción)              | 6 (2004, 2005, 2006, 2009, 2015, 2019) |
| Sportivo José Meza (Ñemby)            | 2 (2010, 2011)                         |
| Gomería Los Amigos (Encarnación)      | 2 (2007, 2008)                         |
| Rubio Ñu (Pedro Juan Caballero)       | 2 (1997, 1999)                         |
| Unasur (Asunción)                     | 2 (2012, 2014)                         |
| N'Kantos (Pastoreo)                   | 1 (2018)                               |
| Academia y Deportes (Encarnación)     | 1 (2017)                               |
| Atlètico Norteño (Villeta)            | 1 (2016)                               |
| Los Halcones Negros (Ciudad del Este) | 1 (2013)                               |
| Olimpia (Concepción)                  | 1 (2003)                               |
| San José (Capitán Bado)               | 1 (2002)                               |
| Sport Colonial (Asunción)             | 1 (2001)                               |
| Deportivo Colón (Asunción)            | 1 (2000)                               |
| La Blanca (Ciudad del Este)           | 1 (1998)                               |
| San Antonio (Asunción)                | 1 (1996)                               |